# TVP3 Opole
TVP3 Opole — польський регіональний телеканал, регіональна філія суспільного мовника «TVP» з центром мовлення в Ополі.

## Історія
- З початку 1990-х редакція «Opole TVP» створила «Studio pod bukiem» — щотижневу регіональну програму на «TVP Katowice» та «TVP2».
- 17 січня 2000 року місцева програма транслювалася з Ополя в роздільній смузі TVP2, власного виробництва  — «Opolski Serwis Informacyjny»; випуск програми здійснювався у будні дні.
- 28 лютого 2001 року створено Опольський регіональний центр TVP SA в м. Ополе, підпорядкований регіональному департаменту в Катовицях[1].
- У 2001 році передавач повторно передав сигнал 10 каналу «TVP Katowice» та смугу відключення з Ополя. Канал замінив кодований «Canal+» на цій частоті.
- 1 січня 2005 року згідно з Законом від 2 квітня 2004 року «Про внесення змін до акту про радіо та телебачення» було створено Місцеве відділення TVP SA в м. Ополе, яке стало незалежним від філії в Катовицях та долучилося до регіональної телемережі TVP3.[2].
- У лютому 2006 року офіс регіональної філії TVP запрацював у оновленій будівлі за адресою вул. Шпитальна, 1. З квітня до середини 2008 року «Miejska Telewizja Opole» створила щоденну міську службу для TVP.
- 31 січня 2008 року розпочато мовлення «TVP Opole» через телецентр у Хшеліцях, що значно збільшило покриття за рахунок якості сигналу в Ополі.
- 28 квітня 2009 року діапазон мовлення «TVP Opole» збільшився з 10 кВт до 40 кВт.
- 1 вересня 2013 року здійснено запуск окремого каналу «TVP Opole» на базі «TVP Regionalna».
- 2 січня 2016 року здійснено ребрендинг від «TVP Opole» до «TVP3 Opole» у зв'язку зі зміною назви материнської «TVP Regionalna» на «TVP3».
- 23 березня 2016 року Матеуш Магдзяж став директором «TVP3 Opole».
- У серпні 2016 року «TVP3 Opole» спільно з Фондом PGNiG Ігнація Лукасевича розпочав постановку документального фільму «Ziemia Przemówiła».